# Пік Данкова
Пік Данкова (кирг. Данков чокусу) — найвища точка хребта Какшаал-Тоо в Киргизстані. Висота 5982 м.

## Загальні відомості
Пік Данкова  розташований в гірській системі Тянь-Шаню на хребті Кокшаал-Тоо, поблизу кордону з Китаєм. Від підніжжя піку відкриваються підходи до багатьох безіменних вершин, висоти яких перевищують 5 тис. метрів. З висоти 4000 м починаються вічні сніги і льодовики. Гребені хребта переважно вузькі, скелясті, з глибокими сідловинами і гострими вершинами у вигляді пірамід і піків. Схили дуже круті, місцями обривисті, скелясті, порізані мережею вузьких лощин. По схилах широко поширені кам'янисті розсипи, а вздовж підніжжя скелястих обривів — потужні осипи з каменів і щебеню. Літо коротке (липень-серпень), прохолодне і сухе. Температура повітря вдень в залежності від висоти місцевості змінюється від 5-7 до 15-20 градусів, опускаючись вночі відповідно до 0-8 градусів і до 4-5 градусів. Опадів влітку випадає мало. о розпаду СРСР цей район був закритий для цивільних. Лише прикордонники і за рідким виключенням чабани його відвідували. Пік підкорений альпіністами. Етимологія назви невідома, за однією з версій пік в 1910—1911 роках названий на честь одного з військових топографів, що обстежили цей район.